# عطاءالله اشرفی اصفهانی
عطاءالله اشرفی اصفهانی (۱۲۸۱ – ۲۳ مهرماه ۱۳۶۱) از روحانیون شیعه و از مبارزان انقلاب ایران در سال ۱۳۵۷، امام جمعه و نماینده سید روح‌الله خمینی در کرمانشاه بود. وی در ۲۳ مهر ۱۳۶۱ و هنگام اقامه نماز جمعه در مسجد جامع کرمانشاه توسط سازمان مجاهدین خلق ترور شد. 

## تولد و تحصیل
اشرفی اصفهانی در مهر سال ۱۲۸۱ شمسی در محله خوزان خمینی شهر متولد شد. از نوجوانی و پس از گذراندن دوره مکتب‌خانه، در دوازده سالگی به توصیه پدرش، از خمینی شهر عازم اصفهان می‌شود و دروس حوزه را آغاز می‌کند. و طی ده سال سکونت در حوزه علمیه اصفهان، دوره‌های مقدمات و سطح فقه و اصول را نزد اساتیدی همچون سید مهدی درچه‌ای و سید محمد نجف‌آبادی به پایان می‌برد. سپس به قم هجرت کرده، دوره عالی و اجتهادی فقه و اصول را نزد عبدالکریم حائری یزدی، سید محمدتقی خوانساری، سید صدرالدین صدر، سید محمد حجت، سید حسین طباطبایی بروجردی و سید روح‌الله خمینی فرا می‌گیرد. او همچنین آشنایی دیرینه‌ای با سید روح‌الله خمینی داشت.
میرزا عطاالله اشرفی خوزانی نام کامل و واقعی وی است (محمدتقی آقائی خوزانی).

## آثار
- البیان[۶]
- تفسیر قرآن[۷]
- مجمع‌الشتات[۸]
- مجموعه‌ای پیرامون حروف مقطعه قرآن[۹]
- کتابی در موضوع «غیبت حجت بن حسن»

## فعالیت‌ها
- تأسیس ساختمان مکتب الزهراء
- تأسیس مسجد ولی عصر در خمینی شهر
- تأسیس مسجد امام حسین در خمینی شهر
- امامت جمعه شهر کرمانشاه[۱۰] از ۱۴ مهر ۱۳۵۸ تا ۲۳ مهر ۱۳۶۱
- تأسیس حوزه علمیه امام خمینی در کرمانشاه
- تأسیس ساختمان مسجد النبی در کرمانشاه
- تأسیس توسعه مسجد بروجردی در کرمانشاه

## ترور

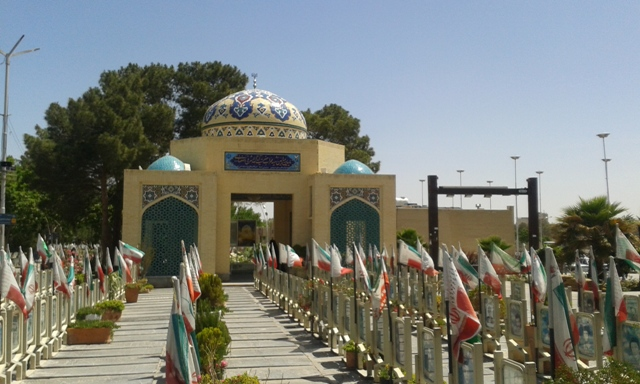
آرامگاه عطاءالله اشرفی اصفهانی در گلستان شهدای اصفهان

او در ۲۳ مهرماه ۱۳۶۱ در حالی که برای اقامه نماز جمعه آماده می‌شد، در مسجد جامع کرمانشاه با انفجار نارنجک توسط فردی به نام محمدحسین خداکرمی ترور و کشته شد و پنجمین شهید محراب جمهوری اسلامی ایران شد. بعدها نشریهٔ مجاهد، ارگان سازمان مجاهدین خلق ایران با برعهده گرفتن این عملیات، خداکرمی را به عنوان یکی از عوامل خود معرفی کرد. مدتی بعد سازمان مجاهدین خلق ایران با بر عهده گرفتن مسئولیت این انفجار خداکرمی را از اعضای خود معرفی کرد. روح‌الله خمینی پس از ترور اشرفی اصفهانی، با انتشار نامه‌ای خطاب به مردم ایران، با ستودن شخصیت وی، به‌شدت از سازمان مجاهدین خلق، حکومت‌های مسلمین، رسانه‌ها و ابرقدرت‌ها انتقاد می‌کند و اضافه می‌کند که «در عصری هستیم که دشمنان اسلام و مسلمین با ملت‌های مستضعف، آن‌‎ ‎‌می‌کنند که چنگیز نکرد.». او بنا به وصیت خودش در تخت فولاد اصفهان و در کنار سید ابوالحسن شمس‌آبادی به خاک سپرده شد. بخشی از بدن وی که بعدها پیدا شد، در گورستان باغ فردوس کرمانشاه به خاک سپرده شد.

## یادمان ها
در غرب تهران بزرگراهی به نام وی نام‌گذاری شده‌است.
همین طور در زادگاهش یعنی خمینی شهر نیز بیمارستانی به نام وی نام گذاری شده است.

### دانشگاه آیت الله اشرفی اصفهانی
دانشگاه اشرفی اصفهانی دانشگاهی غیرانتفاعی در سپاهان شهر اصفهان نام دارد. این دانشگاه در سال ۱۳۷۵ تأسیس شد و در حال حاضر تعداد کثیری از دانشجویان را در رشته‌های مختلف مورد پذیرش خود قرار داده است.
همچنین در اهواز نیز مسجدی که توسط مهاجران اصفهانی ساخته شده و معروف به مسجد خمینی شهری ها هست، به نام مسجد آیت الله اشرفی اصفهانی نامگذاری شده است. نام وی بر بزرگ ترین و مهم‌ترین فرودگاه غرب کشور در شهر کرمانشاه نام گذاری شده است.

## نظرات دیگران
- سید روح الله خمینی در پیامی به مناسبت درگذشت عطاءالله اشرفی اصفهانی نوشت: ...(ایشان) از آن شخصیت‌هایی بود که این‌جانب یکی از ارادتمندان این شخص والامقام بوده و هستم.[۱۵]